# Agência de Segurança do Estado da República de Bielorrússia
A Agência da Segurança do Estado da República de Bielorrússia ou Comitê de Segurança do Estado da República da Bielorrússia (bielorrusso: Камітэт Дзяржаўнай Бяспекі Рэспублікі Беларусь - КДБ, russo: Комитет Государственной Безопасности - КГБ, translit.: Komitet Gosudarstvennoy Bezopasnosti - KGB) é Agência de Segurança e Inteligência da Bielorrússia. É a única agência de inteligência que manteve o nome KGB do russo após a dissolução da União Soviética. É a organização que sucedeu a KGB da União Soviética. Um departamento da agência ocupa-se de contra-espionagem militar.
O General principal Yuri Jadobin (quem era responsável da segurança do presidente Lukashenko) foi apontado como seu líder em julho de 2007. A KGB é controlado formalmente pelo presidente, Alexander Lukashenko.